# 张洪飚
张洪飚（1945年—），河北昌黎人，汉族，中华人民共和国政治人物、第十一届全国人民代表大会黑龙江地区代表。
毕业于重庆大学机械工程一系机械制造及其设备专业，是中共党员。2008年，担任全国人大环境与资源保护委员会委员，中国航空工业集团公司科技委主任。
2011年11月28日，被授予“法国荣誉军团骑士勋章”，以表彰他为推进中法两国航空工业领域国际合作做出的突出贡献。